# بابلو أولميدو (لاعب كرة قدم)
بابلو أولميدو جارمنديا (13 أبريل 1929 - 15 أبريل 1980) لاعب كرة قدم إسباني لعب كلاعب خط وسط لصالح ريال مدريد وأتلتيكو مدريد وسيلتا فيغو في الخمسينيات. وكان أيضًا عضوًا في الفريق الإسباني "ب" الذي فاز بكأس البحر الأبيض المتوسط في الفترة 1953-1958.
بعد اعتزاله، أصبح بابلو مدربًا.

## سيرة
وُلِد بابلو في 13 أبريل 1929 في مدريد، وبدأ مسيرته الكروية في نادي فيروفياريا عام 1945، وكان عمره 16 عامًا، ولكن بعد موسم واحد فقط هناك، انضم إلى نادي لوغرونيس، الذي كان يلعب آنذاك في دوري الدرجة الثالثة. بعد عامين، وقع عقدًا مع نادي مسقط رأسه ريال مدريد، وتوقفت إقامته التي استمرت خمس سنوات في ريال مدريد، من عام 1948 إلى عام 1953، مرتين، أولاً بإعارة إلى أتلتيكو مدريد في 1949-1950، حيث فاز بالدوري، ثم بموسم في سيلتا فيجو في 1951-1952. في المجمل، لعب 108 مباراة رسمية مع ريال مدريد، وفاز بلقب واحد فقط، وهو كأس العالم للأندية الصغيرة عام 1952.
في عام 1953، وقع بابلو مع سيلتا فيغو مرة أخرى، وهذه المرة بقي هناك لمدة ثماني سنوات، حتى عام 1960؛ هبط فيغو إلى الدرجة الثانية في عام 1959، وبعد فشله في العودة إلى الدرجة الأولى، اعتزل كرة القدم، في سن 31 عامًا. وفي المجمل، سجل 72 هدفًا في 240 مباراة بالدوري الإسباني. في 13 مارس 1955، حصل بابلو على أول (وآخر) مباراة دولية له مع منتخب إسبانيا ب، في مباراة ضمن كأس البحر الأبيض المتوسط 1953-1958، وسجل هدفين ليساعد فريقه على الفوز 7-1 على اليونان؛ وفي النهاية فازت إسبانيا بالبطولة.
بعد تقاعده، أصبح مدربًا، وتولى مسؤولية فرق مثل نادي لوغو في 1964-1965، و Plus Ultra في 1969-1970.
توفي بابلو في فيجو في 15 أبريل 1980، عن عمر يناهز 51 عامًا.

## الأوسمة

### النادي
ريال مدريد
- كأس العالم للأندية الصغيرة :
  - الأبطال (1) : 1952

- أتلتيكو مدريد :
  - الأبطال (1) : 1949–50

### دولي
؛ إسبانيا ب
- كأس البحر الأبيض المتوسط : 1953-1958